# Vùng hải quân Kure
Vùng Hải quân Kure (Nhật: 呉鎮守府 (Ngô trấn thủ phủ) Hepburn: Kure chinjufu) là khu vực thứ hai trong số bốn khu vực hành chính chủ lực của Hải quân Đế quốc Nhật Bản trước chiến tranh thế giới thứ hai. Tên thường gọi của nơi này là Kurechin (呉鎮 (Ngô trấn)). Phân vùng của nó bao gồm vùng biển nội địa của Nhật Bản và bờ biển Thái Bình Dương của miền nam Honshū từ Wakayama đến tỉnh Yamaguchi, phía đông và phía bắc Kyūshū và Shikoku.
Khu vực của Vùng Hải quân Kure bao gồm Khu neo thuyền Hashirajima nằm ở phía nam của Vịnh Hiroshima, cách Kure 30–40 km về phía tây nam. Khi không cần sửa chữa, tàu thường neo trong khu vực này để giải phóng không gian bến tàu tại Kure. Hashirajima cũng là một khu vực dàn dựng lớn cho các hoạt động của hạm đội.
Cảng Tokuyama, cũng là một phần của Vùng Hải quân Kure, và là kho nhiên liệu lớn nhất của Hải quân Nhật Bản.

## Lịch sử
Vị trí của Kure trong vùng biển nội địa được che chở của Nhật Bản được xác định  là có tầm quan trọng chiến lược trong việc kiểm soát các tuyến đường biển quanh miền tây Nhật Bản bởi chính phủ Meiji và Hải quân Đế quốc Nhật Bản sơ khai. Với sự hình thành của hải quân vào năm 1886, Nhật Bản được chia thành năm vùng hải quân để tuyển dụng và cung cấp yếu phẩm cho hải quân. Trong quá trình tái tổ chức hành chính của Hải quân Nhật Bản năm 1889, Kure được chỉ định là "Quân khu Hải quân thứ hai" (第二海軍区 (Đệ nhị Hải quân Khu) Dai-ni Kaigunku), và cảng của nó được nạo vét, một đê chắn sóng được xây dựng và cơ sở đậu cho các tàu chiến thành lập. Năm sau, thi công bắt đầu tại Quân xưởng Hải quân Kure, mà sau đo sẽ mở rộng để trở thành một trong những nhà máy đóng tàu lớn nhất ở Nhật Bản để xây dựng những kì hạm lớn. Các cơ sở của Quân xưởng Kure bao gồm các kho vũ khí, nhà máy sản xuất ngư lôi, mìn hải quân và hải pháo (và đạn dược liên quan), cũng như một bệnh viện hải quân và các trung tâm đào tạo.
Học viện Hải quân Đế quốc Nhật Bản và Đại học hải quân Nhật đã được di dời từ Tokyo đến Etajima gần đó, và do đó cũng nằm trong biên giới của Vùng Hải quân Kure, nhưng không phải dưới sự chỉ huy trực tiếp của Vùng Hải quân Kure.
Năm 1920, hải quân Nhật Bản thành lập căn cứ tàu ngầm chính và trường huấn luyện chiến tranh tàu ngầm ở Kure. Một không đoàn không quân được thành lập vào năm 1932, và một trung tâm viễn thông vào năm 1937.
Tại thời điểm tấn cuộc tấn công Trân Châu Cảng vào năm 1941, Vùng Hải quân Kure bao gồm những cơ sở sau 
- Tổng tham mưu Vùng Hải quân Kure
  - Căn cứ hải quân Kure
    - Đơn vị bảo vệ hải quân Kure
      - Khu trục Yakaze
      - Tàu ngầm I-52, Ro-30, Ro-31, Ro-32
      - Tàu rải mìn Katsuriki
      - Kaibokan Yakumo

    - Quân xưởng Hải quân Kure
    - Bệnh viện Hải quân Kure
    - Nhà tù hải quân Kure
    - Kho nhiên liệu hải quân Kure
    - Lực lượng đổ bộ đặc biệt Kure

  - Căn cứ tàu ngầm Kure
  - Doanh trại Bộ binh Hải quân Otake
  - Kho nhiên liệu hải quân Tokuyama
  - Hạm đội An ninh Kure[2]
    - Tuần dương thương mại Saigon Maru, Bangkok Maru
    - Pháo hạm thương mại Hong Kong Maru

  - Hạm đội phòng thủ địa phương Kure 
    - Hạm đội khu trục số 13
      - Tàu khu trục Wakatake, Kuretake và Sanae

    - Tàu đuổi tàu ngầm Số 19, Số 20, Số 21
    - Tuần dương thương mại Kinjōsan Maru
    - Hạm đội quét mìn số 31
      - Tàu quét mìn thương mại Takunan Maru No. 3, Takunan Maru No. 8, Tama Maru, Tama Maru No. 6, Tama Maru No. 7, Ōi Maru

    - Hạm đội quét mìn số 33
      - Tàu quét mìn thương mại  Bizan Maru, Meshima Maru, Tokuhō Maru No. 5, Dai-2-Gō Asahi Maru, Kiri Maru No. 5, Miyo Maru

    - Lực lượng phòng thủ Saeki
    - Lực lượng phòng thủ Shimonoseki

  - Kōkūtai (trung đoàn không quân) kết hợp số 12 (Huấn luyện)
    - Kōkūtai Ōita
    - Kōkūtai Usa
    - Kōkūtai Hakata
    - Kōkūtai Ōmura

  - Kōkūtai Kure
  - Kōkūtai Saeki
  - Hạm đội tàu ngầm số sáu (Huấn luyện)
    - Tàu ngầm Ro-57
    - Tàu ngầm Ro-58
    - Tàu ngầm Ro-59

Kure đã bị đánh bom nặng nề bởi máy bay ném bom của Hải quân Hoa Kỳ và Không quân Lục quân Hoa Kỳ trong các giai đoạn cuối cùng của Chiến tranh Thái Bình Dương, và nhiều cơ sở của nó đã bị phá hủy. Khu vực Kure bị các lực lượng Úc và Anh chiếm đóng trong thời gian chiếm đóng Nhật Bản, và phần lớn là cơ sở bị phi quân sự hóa. Một phần nhỏ của khu vực được sau này giao lại cho Lực lượng Phòng vệ bờ biển Nhật. Họ đã bảo tồn một phần của các cổng gạch đỏ nguyên bản vài tòa nhà làm các bảo tàng kỷ niệm.

## Danh sách chỉ huy

### Sĩ quan chỉ huy
| STT | Tên                   | Chân dung | Quân hàm                                    | Nhiệm kì             | Nhiệm kì             |
| STT | Tên                   | Chân dung | Quân hàm                                    | Bắt đầu              | Kết thúc             |
| --- | --------------------- | --------- | ------------------------------------------- | -------------------- | -------------------- |
| 1   | Nagayoshi Maki        |           | Phó Đô đốc                                  | 26 Tháng 9 năm 1887  | 8 Tháng 3 năm 1889   |
| 2   | Nakamuta Kuranosuke   |           | Phó Đô đốc                                  | 8 Tháng 3 năm 1889   | 12 Tháng 12 năm 1892 |
| 3   | Arichi Shinanojō      |           | Phó Đô đốc                                  | 12 Tháng 12 năm 1892 | 12 Tháng 5 năm 1895  |
| 4   | Abo Kiyoyasu          |           | Phó Đô đốc                                  | 12 Tháng 5 năm 1895  | 26 Tháng 2 năm 1896  |
| 5   | Inoue Yoshika         |           | Phó Đô đốc                                  | 26 Tháng 2 năm 1896  | 20 Tháng 5 năm 1900  |
| 6   | Shibayama Yahachi     |           | Phó Đô đốc                                  | 20 Tháng 5 năm 1900  | 6 Tháng 2 năm 1905   |
| 7   | Arima Shinichi        |           | Phó Đô đốc                                  | 6 Tháng 2 năm 1905   | 2 Tháng 2 năm 1906   |
| 8   | Yamanouchi Masuji     |           | Phó Đô đốc                                  | 2 Tháng 2 năm 1906   | 1 Tháng 12 năm 1909  |
| 9   | Katō Tomosaburō       |           | Phó Đô đốc                                  | 1 Tháng 12 năm 1909  | 1 Tháng 12 năm 1913  |
| 10  | Matsumoto Kazu        |           | Phó Đô đốc                                  | 1 Tháng 12 năm 1913  | 25 Tháng 3 năm 1914  |
| 11  | Yoshimatsu Motarō     |           | Phó Đô đốc                                  | 25 Tháng 3 năm 1914  | 23 Tháng 9 năm 1915  |
| 12  | Ijichi Suetaka        |           | Phó Đô đốc                                  | 23 Tháng 9 năm 1915  | 1 Tháng 12 năm 1916  |
| 13  | Katō Sadakichi        |           | Phó Đô đốc Đô đốc (sau 2 Tháng 7 năm 1918)  | 1 Tháng 12 năm 1916  | 1 Tháng 12 năm 1919  |
| 14  | Murakami Kakuichi     |           | Đô đốc                                      | 1 Tháng 12 năm 1919  | 27 Tháng 7 năm 1922  |
| 15  | Suzuki Kantarō        |           | Phó Đô đốc Đô đốc (sau 3 Tháng 8 năm 1923)  | 27 Tháng 7 năm 1922  | 27 Tháng 1 năm 1924  |
| 16  | Takeshita Isamu       |           | Phó Đô đốc                                  | 27 Tháng 1 năm 1924  | 15 Tháng 4 năm 1925  |
| 17  | Abo Kiyokazu          |           | Phó Đô đốc                                  | 15 Tháng 4 năm 1925  | 10 Tháng 12 năm 1926 |
| 18  | Taniguchi Naomi       |           | Phó Đô đốc Đô đốc (sau 2 Tháng 4 năm 1928)  | 10 Tháng 12 năm 1926 | 10 Tháng 12 năm 1928 |
| 19  | Ōtani Koshirō         |           | Phó Đô đốc                                  | 10 Tháng 12 năm 1928 | 11 Tháng 11 năm 1929 |
| 20  | Taniguchi Naomi       |           | Đô đốc                                      | 11 Tháng 11 năm 1929 | 11 Tháng 6 năm 1930  |
| 21  | Nomura Kichisaburō    |           | Phó Đô đốc                                  | 11 Tháng 6 năm 1930  | 1 Tháng 12 năm 1931  |
| 22  | Yamanashi Katsunoshin |           | Phó Đô đốc Đô đốc (sau 1 Tháng 4 năm 1932)  | 1 Tháng 12 năm 1931  | 1 Tháng 12 năm 1932  |
| 23  | Nakamura Ryōzō        |           | Phó Đô đốc Đô đốc (sau 30 Tháng 3 năm 1934) | 1 Tháng 12 năm 1932  | 10 Tháng 5 năm 1934  |
| 24  | Fujita Hisanori       |           | Phó Đô đốc Đô đốc (sau 1 Tháng 4 năm 1936)  | 10 Tháng 5 năm 1934  | 1 Tháng 12 năm 1936  |
| 25  | Katō Takayoshi        |           | Phó Đô đốc                                  | 1 Tháng 12 năm 1936  | 15 Tháng 11 năm 1938 |
| 26  | Shimada Shigetarō     |           | Phó Đô đốc                                  | 15 Tháng 11 năm 1938 | 15 Tháng 4 năm 1940  |
| 27  | Hibino Masaharu       |           | Phó Đô đốc                                  | 15 Tháng 4 năm 1940  | 18 Tháng 9 năm 1941  |
| 28  | Toyoda Soemu          |           | Đô đốc                                      | 18 Tháng 9 năm 1941  | 10 Tháng 11 năm 1942 |
| 29  | Takahashi Ibō         |           | Phó Đô đốc                                  | 10 Tháng 11 năm 1942 | 21 Tháng 6 năm 1943  |
| 30  | Nagumo Chūichi        |           | Phó Đô đốc                                  | 21 Tháng 6 năm 1943  | 20 Tháng 10 năm 1943 |
| 31  | Nomura Naokuni        |           | Phó Đô đốc Đô đốc (sau 1 Tháng 3 năm 1944)  | 20 Tháng 10 năm 1943 | 17 Tháng 7 năm 1944  |
| 32  | Sawamoto Yorio        |           | Đô đốc                                      | 17 Tháng 7 năm 1944  | 1 Tháng 5 năm 1945   |
| 33  | Kanazawa Masao        |           | Phó Đô đốc                                  | 1 Tháng 5 năm 1945   | 30 Tháng 11 năm 1945 |

### Tham mưu trưởng
- Chuẩn Đô đốc Shizuo Sato (1 Tháng 4 năm 1889 – 13 Tháng 5 năm 1890)
- Nguyên soái Đô đốc Bá tước Heihachiro Togo (13 Tháng 5 năm 1890 – 14 Tháng 12 năm 1891)
- Chuẩn Đô đốc Tokiyasu Yoshijima (14 Tháng 12 năm 1891 – 20 Tháng 5 năm 1893)
- Chuẩn Đô đốc Fukusaburo Hirao (20 Tháng 5 năm 1893 – 11 Tháng 5 năm 1895)
- Chuẩn Đô đốc Katsumi Miyoshi (11 Tháng 5 năm 1895 – 27 Tháng 12 năm 1897)
- Phó Đô đốc Baron Masamichi Togo (27 Tháng 12 năm 1897 – 23 Tháng 3 năm 1899)
- Đại tá Isamu Yajima (23 Tháng 3 năm 1899 – 6 Tháng 12 năm 1900)
- Chuẩn Đô đốc Hisamaro Oinoue (6 Tháng 12 năm 1900 – 3 Tháng 2 năm 1904)
- Phó Đô đốc Baron Tokutaro Nakamizo (3 Tháng 2 năm 1904 – 10 Tháng 5 năm 1905)
- Chuẩn Đô đốc Ichiro Nijima (10 Tháng 5 năm 1905 – 2 Tháng 2 năm 1906)
- Đô đốc Motaro Yoshimatsu (2 Tháng 2 năm 1906 – 22 Tháng 11 năm 1906)
- Chuẩn Đô đốc Shinjiro Uehara (22 Tháng 11 năm 1906 – 27 Tháng 12 năm 1907)
- Chuẩn Đô đốc Heitaro Takeuchi (27 Tháng 12 năm 1907 – 22 Tháng 5 năm 1910)
- Đô đốc Matahichiro Nawa (22 Tháng 5 năm 1910 – 20 Tháng 4 năm 1912)
- Đô đốc Kaneo Nomaguchi　(20 Tháng 4 năm 1912 – 10 Tháng 1 năm 1913)
- Chuẩn Đô đốc Kishichiro Osawa (10 Tháng 1 năm 1913 – 1 Tháng 12 năm 1913)
- Phó Đô đốc Naoe Nakano (1 Tháng 12 năm 1913 – 17 Tháng 4 năm 1914)
- Đô đốc Kenji Ide (17 Tháng 4 năm 1914 – 13 Tháng 12 năm 1915)
- Phó Đô đốc Shibakichi Yamanaka (13 Tháng 12 năm 1915 – 13 Tháng 7 năm 1917)
- Phó Đô đốc Junichi Matsumura (18 Tháng 7 năm 1917 – 1 Tháng 12 năm 1918)
- Phó Đô đốc Shichigoro Saito (1 Tháng 12 năm 1918 – 1 Tháng 12 năm 1920)
- Phó Đô đốc Yoshimoto Masaki (1 Tháng 12 năm 1920 – 1 Tháng 12 năm 1922)
- Phó Đô đốc Naomoto Komatsu (1 Tháng 12 năm 1922 – 6 Tháng 11 năm 1923)
- Phó Đô đốc Naotaro Nagasawa (6 Tháng 11 năm 1923 – 1 Tháng 12 năm 1924)
- Chuẩn Đô đốc Bekinari Kabayama (1 Tháng 12 năm 1924 – 16 Tháng 12 năm 1924)
- Phó Đô đốc Tokujiro Tateno (16 Tháng 12 năm 1924 – 1 Tháng 12 năm 1926)
- Phó Đô đốc Kiyohiro Ijichi (1 Tháng 12 năm 1926 – 10 Tháng 12 năm 1928)
- Đô đốc Koshirō Oikawa (10 Tháng 12 năm 1928 – 10 Tháng 6 năm 1930)
- Phó Đô đốc Giichi Suzuki (10 Tháng 6 năm 1930 – 1 Tháng 12 năm 1931)
- Phó Đô đốc Choji Inoue (1 Tháng 12 năm 1931 – 15 Tháng 11 năm 1932)
- Phó Đô đốc Tokutaro Sumiyama (15 Tháng 11 năm 1932 – 15 Tháng 11 năm 1934)
- Phó Đô đốc Umataro Tanimoto (15 Tháng 11 năm 1934 – 15 Tháng 11 năm 1935)
- Phó Đô đốc Masaichi Niimi (15 Tháng 11 năm 1935 – 1 Tháng 4 năm 1936)
- Phó Đô đốc Ichiro Sato (1 Tháng 4 năm 1936 – 1 Tháng 12 năm 1936)
- Phó Đô đốc Takamoto Togari (1 Tháng 12 năm 1936 – 15 Tháng 12 năm 1938)
- Phó Đô đốc Toshihisa Nakamura (15 Tháng 12 năm 1938 – 10 Tháng 10 năm 1939)
- Phó Đô đốc Matome Ugaki (10 Tháng 10 năm 1939 – 20 Tháng 8 năm 1941)
- Phó Đô đốc Torahiko Nakajima (20 Tháng 8 năm 1941 – 6 Tháng 1 năm 1943)
- Phó Đô đốc Kengo Kobayashi (6 Tháng 1 năm 1943 – 11 Tháng 6 năm 1943)
- Phó Đô đốc Shinzo Onishi (11 Tháng 6 năm 1943 – 9 Tháng 9 năm 1944)
- Phó Đô đốc Shozo Hashimoto (10 Tháng 9 năm 1944 – 15 Tháng 10 năm 1945)
- Chuẩn Đô đốc Tametsugu Okada (15 Tháng 10 năm 1945 – 30 Tháng 11 năm 1945)

## Ngoài ra
- Học viện Hải quân Etajima
- Etajima
- Cuộc công kích Kure (Tháng 7 năm 1945)

## Dẫn chứng
- Prados, John (1995). Combined Fleet Decoded: The Secret History of American Intelligence and the Japanese Navy in World War II. Annapolis: Naval Institute Press. ISBN 0-460-02474-4.